# Глазовський районний історико-краєзнавчий музейний комплекс
Гла́зовський райо́нний істо́рико-краєзна́вчий музе́йний ко́мплекс — районний заклад культури в місті Глазові, Удмуртія.
Загальна площа музею становить 226 м², фонди мають 4285 одиниць, з яких 3142 з основного фонду. Найбільш унікальні колекції містять етнографічного матеріалу 1451 одиницю та нумізматичного — 265 одиниць.
Музейний комплекс був утворений 1 лютого 2000 року шляхом об'єднання двох колишніх філіалів Глазовського краєзнавчого музею — Золотарьовського музею «Істоки» (відкритий 1995 року) та Кочишевського музею «Сепичкар» (відкритий 1990 року), які на сьогодні є його відділеннями. Засновником виступила Юдінцева Галина Михайлівна.
За роки існування музейного комплексу, було зібрано понад 4 тисячі експонатів, більше половини яких виставлені у залах. Фонди «Сепичкара» містять унікальні фотографії та документи історії колгоспу імені Ілліча та зниклих присілків Глазовського району. Тема історії техніки представлена різними радіолами, патефонами, музичними програвачами. Зали «Істоків» присвячені історії краю, тут представлена культура північних удмуртів. Найдавніші предмети відносяться до кінця XIX століття. Тут також оформлена експозиція «Наш край у вогні Громадянської війни».
Музейний комплекс співпрацює з культурними осередками удмуртів, татар та бесерм'ян, проводячи разом екскурсійно-туристичні маршрути по району.